# Phaps elegans
La paloma bronceada elegante o paloma bronce elegante (Phaps elegans) es una especie de ave en la familia Columbidae. Es endémica de Australia, y presenta dos subespecies biogeográficamente separadas.

## Taxonomía
La paloma bronce elegante es una de las aproximadamente 310 especies en la familia Columbidae y se clasifica en dos subespecies, P. elegans elegans y P. elegans occidentalis. P. elegans fue descripta por C. J. Temminck en 1810.

## Descripción
Es un ave relativamente pequeña aunque de aspecto macizo, mide de 25 a  33 cm de longitud. Presenta dimorfismo sexual. El dorso de ambos sexos es marrón oliva oscuro, son de un tono castaño vivo su coronilla y hombros, sus partes inferiores son gris azulado. Se destacan las barras iridiscentes azules y verdes que posee en las plumas secundarias internas de cada ala.

## Distribución y hábitat
Es un ave endémica de Australia, se la encuentra en el suroeste y sureste del subcontinente registrándose poblaciones en Queensland, Nueva Gales del Sur, Victoria, South Australia, Western Australia y Tasmania. La subespecie P. elegans occidentalis es una población georgráficamente separada, en el suroeste de Western Australia.
Habita en bosques costeros densos, bosques esclerófilos húmedos o secos, o algunos bosques de eucliptos. Los hábitats con densas zonas arbustivas, incluyen especies nativas tales como Banksia, Acacia, Melaleuca o Leptospermum, donde estas aves cautelosas pueden permanecer escondidas.